# Zugeordnete Legendrepolynome
Bei zugeordneten Legendrepolynomen bzw. assoziierten Legendrepolynomen, auch zugeordnete Kugelfunktionen genannt, handelt es sich um Funktionen, die in der Mathematik und theoretischen Physik verwendet werden. Da nicht alle zugeordneten Legendrepolynome wirklich Polynome sind, sprechen viele Autoren auch von zugeordneten bzw. assoziierten Legendrefunktionen.
Die zugeordneten Legendrepolynome sind die Lösungen der allgemeinen Legendregleichung:
{\displaystyle (1-x^{2})\,{\frac {\mathrm {d} ^{2}\,y}{\mathrm {d} x^{2}}}-2x{\frac {\mathrm {d} y}{\mathrm {d} x}}+\left(\ell (\ell +1)-{\frac {m^{2}}{1-x^{2}}}\right)\,y=0}
Diese gewöhnliche Differentialgleichung hat nicht-singuläre Lösungen im Intervall {\displaystyle [-1,1]} nur dann, wenn {\displaystyle \ell \,} und {\displaystyle m\,} ganzzahlig sind mit {\displaystyle 0\leq m\leq \ell }.
Man begegnet der allgemeinen Legendregleichung (und damit den zugeordneten Legendrepolynomen) häufig in der Physik, insbesondere wenn eine sphärische Symmetrie vorliegt, wie beispielsweise im Zentralpotential. Hier lassen sich die Laplacegleichung sowie verwandte partielle Differentialgleichungen oft auf die allgemeine Legendregleichung zurückführen. Das prominenteste Beispiel hierfür ist die quantenmechanische Lösung der Energiezustände des Wasserstoffatoms.

## Definition

Die zugeordneten Legendrepolynome für m=0 sind die gewöhnlichen Legendrepolynome.

Zugeordnete Legendrepolynome für m=1

Zugeordnete Legendrepolynome für m=2

Zugeordnete Legendrepolynome für m=3

Die zugeordneten Legendrepolynome werden als {\displaystyle P_{\ell }^{(m)}(x)} bezeichnet.
Am einfachsten lassen sie sich als Ableitungen von gewöhnlichen Legendrepolynomen definieren:
{\displaystyle P_{\ell }^{(m)}(x)=(-1)^{m}\left(1-x^{2}\right)^{m/2}{\frac {\mathrm {d} ^{m}}{\mathrm {d} x^{m}}}P_{\ell }(x)}
wobei {\displaystyle P_{\ell }(x)} das {\displaystyle \ell }-te Legendrepolynom ist
{\displaystyle P_{\ell }(x)={\frac {1}{2^{\ell }\,\ell !}}\,{\frac {\mathrm {d} ^{\ell }}{\mathrm {d} x^{\ell }}}\left(x^{2}-1\right)^{\ell }}.
Daraus ergibt sich
{\displaystyle P_{\ell }^{(m)}(x)={\frac {(-1)^{m}}{2^{\ell }\,\ell !}}\left(1-x^{2}\right)^{m/2}{\frac {\mathrm {d} ^{\ell +m}}{\mathrm {d} x^{\ell +m}}}\left(x^{2}-1\right)^{\ell }.}

## Zusammenhang mit Legendrepolynomen
Die verallgemeinerte Legendregleichung geht für {\displaystyle m=0} in die Legendregleichung über, sodass {\displaystyle P_{\ell }^{(0)}(x)=P_{\ell }(x)} gilt.

## Orthogonalität
Für die zugeordneten Legendrepolynome gelten im Intervall {\displaystyle I=[-1,1]} zwei Orthogonalitätsrelationen:
{\displaystyle \int \limits _{-1}^{+1}P_{\ell }^{(m)}(x)\,P_{k}^{(m)}(x)\,\mathrm {d} x={\frac {2}{2\,\ell +1}}\,{\frac {(\ell +m)!}{(\ell -m)!}}\,\delta _{\ell k}.}
{\displaystyle \int \limits _{-1}^{+1}P_{\ell }^{(m)}(x)\,P_{\ell }^{(n)}(x)\cdot {\frac {1}{1-x^{2}}}\,\mathrm {d} x={\frac {(\ell +m)!}{m(\ell -m)!}}\,\delta _{mn}.}
Das zweite Integral ist allerdings nur definiert, wenn entweder {\displaystyle m} oder {\displaystyle n} ungleich 0 ist.

## Zusammenhang mit der Einheitskugel
Am wichtigsten ist der Fall {\displaystyle x=\cos \vartheta }. Die zugeordnete Legendre-Gleichung lautet dann
{\displaystyle {\frac {\mathrm {d} ^{2}y}{\mathrm {d} \vartheta ^{2}}}+{\frac {\cos \vartheta }{\sin \vartheta }}\,{\frac {\mathrm {d} y}{\mathrm {d} \vartheta }}+\left[\ell \,(\ell +1)-{\frac {m^{2}}{\sin ^{2}\vartheta }}\right]y=0.}
Da nach der Substitutionsregel
{\displaystyle \int _{0}^{\pi }f(\cos \vartheta )\sin \vartheta \,\mathrm {d} \vartheta =\int _{-1}^{1}f(x)\mathrm {d} x}
gilt, übertragen sich obige Orthogonalitätsrelationen ohne weiteres auf die Einheitskugel.
Über {\displaystyle P_{\ell }^{(m)}(\cos \vartheta )} werden die sog. Kugelflächenfunktionen definiert als
{\displaystyle Y_{\ell }^{(m)}(\varphi ,\vartheta )={\sqrt {{\frac {2\,\ell +1}{4\,\pi }}\,{\frac {(\ell -m)!}{(\ell +m)!}}}}\,P_{\ell }^{(m)}(\cos \vartheta )\,\mathrm {e} ^{i\,m\,\varphi },}
welche auf der Einheitskugel ein vollständiges Orthonormalsystem bilden.

## Die ersten zugeordneten Legendrepolynome
Für die zugeordneten Legendrepolynome gilt folgende Rekursionsformel
{\displaystyle (\ell -m)\,P_{\ell }^{(m)}(x)=x\,(2\,\ell -1)\,P_{\ell -1}^{(m)}(x)-(\ell +m-1)\,P_{\ell -2}^{(m)}(x).}
Die zugehörigen Startwerte der Rekursionsformel stellen sie wie folgt dar:
{\displaystyle P_{m}^{(m)}(x)=(-1)^{m}\cdot {\frac {(2m)!}{2^{m}m!}}\cdot \left(1-x^{2}\right)^{m/2}\quad ,\quad P_{k}^{m}(x)=0\;,\quad \forall k<m}
Die Relation zwischen den assoziierten Legendre-Polynomen mit positiven und negativen {\displaystyle m} stellt sich wie folgt dar.
{\displaystyle P_{\ell }^{(-m)}=(-1)^{m}{\frac {(\ell -m)!}{(\ell +m)!}}\cdot P_{\ell }^{(m)}}
Die ersten Legendrepolynomen bestimmen sich damit zu
| {\displaystyle P_{\ell }^{(m)}(x)} | {\displaystyle \ell =0} | {\displaystyle \ell =1}              | {\displaystyle \ell =2}               |
| ---------------------------------- | ----------------------- | ------------------------------------ | ------------------------------------- |
| {\displaystyle m=-2}               |                         |                                      | {\displaystyle 1/8(1-x^{2})}          |
| {\displaystyle m=-1}               |                         | {\displaystyle 1/2{\sqrt {1-x^{2}}}} | {\displaystyle 1/2x{\sqrt {1-x^{2}}}} |
| {\displaystyle m=0}                | {\displaystyle 1}       | {\displaystyle x}                    | {\displaystyle 1/2(3x^{2}-1)}         |
| {\displaystyle m=1}                |                         | {\displaystyle -{\sqrt {1-x^{2}}}}   | {\displaystyle -3x{\sqrt {1-x^{2}}}}  |
| {\displaystyle m=2}                |                         |                                      | {\displaystyle 3(1-x^{2})}            |

Und mit {\displaystyle \cos \vartheta } als Argument
| {\displaystyle P_{\ell }^{(m)}(\cos \vartheta )} | {\displaystyle \ell =0} | {\displaystyle \ell =1}            | {\displaystyle \ell =2}                           |
| ------------------------------------------------ | ----------------------- | ---------------------------------- | ------------------------------------------------- |
| {\displaystyle m=-2}                             |                         |                                    | {\displaystyle 1/8\sin ^{2}\vartheta }            |
| {\displaystyle m=-1}                             |                         | {\displaystyle 1/2\sin \vartheta } | {\displaystyle 1/2\sin \vartheta \cos \vartheta } |
| {\displaystyle m=0}                              | {\displaystyle 1}       | {\displaystyle \cos \vartheta }    | {\displaystyle 1/2(3\cos ^{2}\vartheta -1)}       |
| {\displaystyle m=1}                              |                         | {\displaystyle -\sin \vartheta }   | {\displaystyle -3\sin \vartheta \cos \vartheta }  |
| {\displaystyle m=2}                              |                         |                                    | {\displaystyle 3\sin ^{2}\vartheta }              |

## Zugeordnete Legendrefunktionen 2. Art
Ähnlich wie bei der Legendreschen Gleichung stellen die zugeordneten Legendrepolynome {\displaystyle P_{\ell }^{(m)}(x)} nur eine Gruppe von Lösungsfunktionen der verallgemeinerten Legendreschen Gleichung dar. Die zugeordneten Legendrefunktionen 2. Art {\displaystyle Q_{\ell }^{(m)}(x)} stellen ebenso Lösungen dar. Auch für sie gilt {\displaystyle Q_{\ell }^{(0)}=Q_{\ell }} mit den Legendrefunktionen 2. Art {\displaystyle Q_{\ell }(x)}.